# Gare de Kópháza
La gare de Kópháza (en hongrois : Kópháza vasútállomás) est une halte ferroviaire hongroise, située à Kópháza.